# 람보르기니 LM002
람보르기니 LM002(Lamborghini LM002)는 람보르기니가 1986년부터 1993년까지 생산한 오프로드 차량이다. SUV인 LM002는 당시 고성능 수제 슈퍼카 또는 스포츠카로 주로 이름을 알렸던 람보르기니의 이례적인 시도였다. 그러나 LM002는 람보르기니에서 제작한 최초의 SUV는 아니었다. 람보르기니의 최초의 SUV인 치타와 LM001이라는 컨셉트 카가 그 시초였으며 이 두 차량을 토대로 LM002가 제작되었다.
당시 고성능, 수작업으로 슈퍼/스포츠카로 제작하던 람보르기니의 이례적인 차량이었다. 후속은 2018년 출시된 우루스이다.

## 같이 보기
- 람보르기니 우루스

1. 1 2 3 4 5  “Lamborghini Registry LM002 Index”. 2001년 5월 23일. 2007년 10월 30일에 원본 문서에서 보존된 문서.